# César Henri de La Luzerne
Pour les articles homonymes, voir Luzerne (homonymie).
César Henri Guillaume de La Luzerne, seigneur de Beuzeville et de Rilly, baron de Chambon, né le 23 février 1737 à Paris et décédé le 24 mars 1799 au château de Bernau, près de Linz (Autriche), est un aristocrate, militaire et homme politique français du XVIIIe siècle. Lieutenant général des armées, il est nommé gouverneur général des Isles sous le vent de 1785 à 1787 puis secrétaire d'État à la Marine à deux reprises entre 1787 et 1790.

## Biographie

### Origines et famille
Originaire de Normandie, la famille de La Luzerne tire son nom de La Luzerne (fief passé en 1556 par mariage dans la famille de Briqueville). Une autre branche, celle qui nous intéresse ici, possédait les terres et la seigneurie de Beuzeville.
César Henri Guillaume de La Luzerne est le fils de César-Antoine de La Luzerne, comte de Beuzeville († 1755) et de Marie-Élisabeth de Lamoignon de Blancmesnil (1716-1758), fille du chancelier de Lamoignon. Il est également, par sa mère, le neveu de Malesherbes.
Ses deux frères cadets, se distingueront également dans la diplomatie et au service de l’Église :
- César-Guillaume de La Luzerne (1738-1821) : évêque-duc de Langres, il présidera un temps l'Assemblée constituante en 1789 ;
- Anne César de La Luzerne dit le « chevalier de La Luzerne » (1741-1791), second ambassadeur de France auprès des États-Unis de 1779 à 1783.

### Carrière militaire et politique
Après avoir servi, pendant plus de trente ans dans les armées du roi, il parvient au grade de lieutenant général des armées et il est nommé en avril 1786 gouverneur général des Isles sous le vent. Il occupe ce poste jusqu'en 1787, date à laquelle il est appelé au ministère de la marine en octobre 1787. En attendant qu'il puisse se rendre à Paris le portefeuille est confié par intérim au comte de Montmorin alors ministre des affaires étrangères. Il prend officiellement ses fonctions de secrétaire d'État à la Marine le 24 décembre 1787. Le 30 août 1788, il devient membre honoraire de l'Académie royale des Sciences.
Lors du renvoi de Necker, le 12 juillet 1789, tous les ministres ayant donné leur démission en même temps, le comte de la Luzerne croit devoir donner aussi la sienne dès le lendemain, 13 juillet. Il lui parait alors affreux de rester exposé seul aux attaques d'une faction dominante qui n'aurait pas manqué de le regarder comme l'auteur du renvoi de ses collègues et il se serait d'ailleurs trouvé dans une position à ne pouvoir faire rien d'utile pour le service du roi.
Rappelé par le roi, ce n'est qu'à l’insistance de ce dernier qu'il reprend le ministère de la Marine, le 16 juillet 1789, où il sera continuellement soumis aux attaques et aux critiques de plusieurs membres. Le marquis de Gouy d'Arcy notamment l'attaque avec une grande animosité et l'accuse d'être responsable de la ruine des colonies. La Luzerne se justifie pleinement de ces inculpations mais il ne peut pas résister longtemps aux attaques. Le 19 octobre 1790, Monsieur de Menou — faisant à l'Assemblée (au nom de ses divers comités) un rapport sur la cause de l'insubordination de l'escadre de Brest et des troubles qui avaient régné dans cette ville — rejette la faute sur le comte de la Luzerne et sur les autres ministres. En conséquence, il propose de déclarer qu'ils avaient perdu la confiance de la nation. Le lendemain la Luzerne est encore plus vivement attaqué et quoique le projet de décret n'ait pas été accueilli par l'Assemblée et que le roi lui ait écrit peu de temps auparavant qu'il avait toute sa confiance, le ministre de la Marine n'en persiste pas moins à abandonner un poste où il était devenu impuissant. Le 26 octobre 1790, il envoie sa démission à Louis XVI qui l'accepte en témoignant à la Luzerne tous ses regrets et l'estime que lui avait inspirée son dévouement pour sa personne.
En 1791, le comte de la Luzerne quitte la France pour assister aux derniers moments de son frère ambassadeur de France à Londres à cette époque. Après la mort de ce dernier, il reste encore quelque temps en Angleterre mais voyant que la Révolution faisait chaque jour de nouveaux progrès, il part s'établir en Autriche sur la terre de Bernau près de Wels où il meurt le 24 mars 1799.
Dans sa Biographie universelle ancienne et moderne, le biographe du XIXe siècle Louis-Gabriel Michaud, écrit :

« De la Luzerne était doué d'une grande facilité et d'un caractère studieux, il avait reçu une bonne éducation dont il avait profité. Il savait à fond plusieurs langues et a laissé deux traductions de Xénophon : 1) Retraite des Dix mille, Paris, 1786, 2 vol. in-12 fig. Il y a eu trois éditions. Lorsque l'auteur fit paraître cette excellente version, il n'avait commencé d'apprendre le grec que depuis huit mois. 2) Constitution des Athéniens, brochure in-8, Londres, 1793. Le traducteur l'a accompagnée de notes fort judicieuses et qui portent l'empreinte de l'indignation dont l'avaient pénétré les désordres de la révolution française. »

### Mariage et descendance
César Henri Guillaume de La Luzerne épouse en 1763 Marie Adélaïde Angran d'Alleray (1743-1814), fille de Denis Angran d'Alleray, procureur général au Grand-Conseil, lieutenant civil au châtelet de Paris, et de Catherine Darlus, sa seconde épouse. Tous deux ont quatre enfants :
- César Guillaume de La Luzerne (1763-1833), marié en 1784 avec Victoire de Montmorin-Saint-Hérem (1765-1794), fille d'Armand-Marc de Montmorin-Saint-Hérem, ministre des affaires étrangères et sœur de Pauline de Beaumont; d'où deux filles. Tandis que César part en émigration, sa femme a une relation avec Michel de Trudaine dont elle a une fille naturelle. Elle est recueillie avec sa mère et ses frères et sœurs par des cousins, ci-devant comte et comtesse de Sérilly, bientôt déclarés suspects. Sa santé mentale vacille dès les premières perquisitions et elle songe au suicide. Elle est arrêtée et emprisonnée avec les siens en avril 1794 (tous bientôt condamnés à mort et exécutés en même temps que Madame Élisabeth, sœur du défunt roi, hormis Anne-Louise de Sérilly). Victoire de La Luzerne devient folle et se laisse mourir en prison (juillet 1794).
- Anne Françoise de La Luzerne (1766-1837), mariée en 1786 avec Augustin Poute, marquis de Nieuil, grand sénéchal de Saintonge, chef d'escadre des armées navales, commandeur de l'Ordre royal et militaire de Saint-Louis, fils de Claude Arnould Poute, marquis de Nieuil, dont postérité  ;
- Blanche Césarine de La Luzerne (1770-1859), mariée en 1803 avec le comte Florian de Kergorlay, député de l'Oise puis Pair de France, président du conseil-général de l'Oise (1769-1856), dont postérité ;
- Alexandrine de La Luzerne (1773-1828), mariée en 1803 avec Victor Hurault de Vibraye, marquis de Vibraye, Pair de France (1768-1843), dont postérité : ils sont les grands-parents de Ludovic Hurault de Vibraye[2].

### Sources et bibliographie
- Louis-Gabriel Michaud, Biographie universelle ancienne et moderne, tome 25, Ch. Delagrave & Cie, Libraires-éditeurs, Paris, 1842, [lire en ligne], p. 539
- Jean-Philippe Zanco, Dictionnaire des Ministres de la Marine 1689-1958, S.P.M. Kronos, Paris 2011.